# АЭС Беркли
Атомная электростанция Беркли (англ. Berkeley nuclear power station) — выведенная из эксплуатации атомная электростанция Магнокс, расположенная на берегу реки Северн в Глостершире, Англия. Текущим процессом вывода из эксплуатации управляет дочерняя компания Управления по выводу из эксплуатации ядерных объектов Magnox Ltd.

## История
Строительство электростанции, которое было предпринято консорциумом AEI и John Thompson, началось в 1956 году. У станции было два реактора Магнокс, производящих в общей сложности 276 мегаватт (МВт) — достаточно электроэнергии в обычный день, чтобы обслуживать городскую территорию размером с Бристоль. Реакторы были поставлены The Nuclear Power Group (TNPG), а турбины — AEI. Производство электроэнергии началось в 1962 году и продолжалось 27 лет до 1989 года.
Ядерное топливо для электростанции в Беркли доставлялось и вывозилось через ближайшую железнодорожную станцию — перегрузочный пункт на единственной железнодорожной линии Sharpness. Были задействованы специальный сайдинг и козловой кран.

### Характеристики
В Беркли было четыре турбогенератора мощностью 83 МВт, общая мощность которых составляла 334,4 МВт, а чистая мощность — 276 МВт. Давление пара на запорном клапане турбины было 20,3/3,9 бар и температура 319/316 °C. В 1978/9 году станция произвела 1392,63 ГВтч, а в 1980/1 году станция произвела 1003,923 ГВтч. Общий тепловой КПД станции в 1981 году составил 21,12%.

### Закрытие
Реактор 2 был остановлен в октябре 1988 года, а затем и реактор 1 в марте 1989 года. Беркли была первой коммерческой атомной электростанцией в Соединённом Королевстве, которая была выведена из эксплуатации. До сих пор процесс вывода из эксплуатации АЭС включал удаление всего топлива с площадки в 1992 году и снос таких конструкций, как машинный зал в 1995 году и пруды-охладители в 2001 году. Следующим этапом вывода из эксплуатации будет этап ухода и технического обслуживания конструкций ядерного реактора, который планируется начать в 2026 году до тех пор, пока радиоактивный распад не позволит их снести, а территорию полностью очистить между 2070 и 2080 годами.
В марте 2012 года пять из 310-тонных котлов были вывезены со станции в Швецию для дезактивации и утилизации.
В декабре 2013 года Управление по выводу из эксплуатации ядерных объектов выбрало Беркли в качестве предпочтительного временного хранилища для отходов среднего уровня активности с выведенной из эксплуатации атомной электростанции Олдбери. Эта программа начала действовать в 2014 году.
Беркли — одна из четырёх атомных электростанций, расположенных недалеко от устья реки Северн и Бристольского залива, остальные — Олдбери, Хинкли-Пойнт-А и Хинкли-Пойнт-В. По состоянию на 2021 год пятая, «Хинкли-Пойнт C», находится в стадии строительства. Окружающая территория определена как Участок особого научного значения и особо охраняемая природная территория, а также водно-болотное угодье RAMSAR международного значения.

## Ядерные лаборатории Беркли
К югу от электростанции располагались Ядерные лаборатории Беркли, один из трёх основных исследовательских центров Великобритании в области ядерной энергетики. На пике своего развития в лабораториях работало около 750 сотрудников, в том числе 200 учёных и инженеров.
К 2023 году это место и некоторые окружающие земли были преобразованы в технологический парк площадью 50 акров (20 гектаров), который теперь называется Глостерширским научно-технологическим парком, дочерней компанией South Gloucestershire and Stroud College. В центре участка бывший зал инженерной буровой, здание D24, Инженерный зал Джона Хаггетта, который был преобразован в кампус инженерного колледжа. Рядом с ним был построен университетский технический колледж. Теперь на этом месте размещаются Bloodhound LSR и Полицейские силы Глостершира.